# R. Maheswori
R. Maheswori (nep. महेश्वरी) – gaun wikas samiti we wschodniej części Nepalu w strefie Sagarmatha w dystrykcie Khotang. Według nepalskiego spisu powszechnego z 2001 roku liczył on 520 gospodarstw domowych i 2719 mieszkańców (1366 kobiet i 1353 mężczyzn).